# ریپابلیک (واشینگتن)
ریپابلیک (به انگلیسی: Republic) شهری در شهرستان فری ایالت واشنگتن است که در سرشماری سال ۲۰۱۰ میلادی، ۱۰۷۳ نفر جمعیت داشته است. 